# Diphascon langhovdense
Diphascon langhovdense är en djurart som tillhör fylumet trögkrypare, och som först beskrevs av Fusa Sudzuki H. 1964.  Diphascon langhovdense ingår i släktet Diphascon och familjen Hypsibiidae. Inga underarter finns listade i Catalogue of Life.